# Estamos en la Calle
Festival Cultural de Arte Urbano "Estamos en la Calle" (comúnmente conocido como "Estamos en la Calle") es un festival anual de arte urbano sin ánimo de lucro, realizado en Iquitos, Perú. Hasta ahora, tiene siete festivales ya presentados (2008, 2009 2010, 2011 2012 2013 y 2014 respectivamente). Es organizado por la Asociación Cultural "Estamos en la calle" y cuenta con el respaldo del Ministerio de Cultura a través de la Dirección regional de Cultura Loreto. Desde el primer festival, reúne varias presentaciones de artistas de la calle, música, teatro, poetas, artistas plásticos, actores, artistas de grafiti, malabaristas, grupos musicales iquiteños, presentación de documentales, y conferencias de prensa. La idea de Estamos en la Calle surgió a finales de 2007, a partir de un pequeño evento donde asistían grupos musicales de música rock.
Todas las ediciones del festival rinde tributo a la Amazonia y la valoración cultural de la ciudad. Para la quinta edición, el lema del festival se presentó como Hijos del agua.

## Historia

### Creación

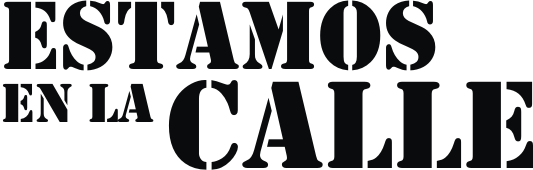
Logo oficial de Estamos en la Calle que usa la tipografía Stencil.

Estamos en la Calle surgió como una medida de protesta y vitrina, a la vez, para mostrar el potencial cultural, artístico y social que existe en cada uno de ellos, así como mostrar el descontento hacia las autoridades por la falta de interés de apoyar a estos tipos de eventos y buscar esos espacios adecuados para poder desarrollarlo. El festival reúne a varios grupos como de teatro, danza, expresión urbana, musicales como del género rock, hip - hop, dj productores. El I Festival Cultural Estamos en la calle (presentado el 7 de julio de 2008),  fue un solo día ya para las próximas ediciones se tentó en agregar más atractivos y así se desarrolló el II Festival.

### Vigencia
Esta asociación conformada por artistas, gestores culturales, el I Festival Cultural de Arte Urbano "Estamos en la Calle"  se realizó desde el 7 de julio de 2008, en la plaza Ramón Castilla, ubicada el noreste de Iquitos. Contó con el apoyo de instituciones, organizaciones y empresas como Tábano Comunicaciones, Arpía Producciones, Shinela, ONG Runa, y la Universidad Científica del Perú. Se presentó varios tipos de artes urbanos como grafiti, performances, diseño de motos, dibujo y pintura, escultura, fotografía, proyección de cortometrajes, y música. Este último tuvo una mayor fuerza de presencia en el festival, como en las posteriores. El festival incluía escenarios de música y algunas instalaciones de arte. 
El programa cultural de II Festival Cultural de Arte Urbano "Estamos en la Calle" - El tiempo es arte  inició el 20 de julio de 2009. La fiesta principal del festival se presentó el 25 de julio. Se incluyeron nuevos grupos musicales en el evento. El Centro Cultural de la Universidad Científica del Perú comenzó a usarse, generalmente, para ampliar el festival en otro puntos de la ciudad. La presentaciones de grafiti se extendieron en talleres.
El III Festival que tuvo como mensaje "Ama el Arte, Ama la Amazonía", se inició el 6 de agosto de 2010. La fiesta principal del festival fue el 28 de agosto. Se presentaron dos maratones de documentales, el "Ciclo de cine: Abres los ojos" y el "Ciclo de cine amazónico", presentadas en la Universidad Científica del Perú y en el Teatrín de la Alianza Francesa de Iquitos. Varias conferencias de prensa sobre temas ambientales, étnicos y políticos formaron parte del festival, presentados en varios locales de la ciudad. La oenegé PROYÑOS llevó a cabo una conversación sobre la salubridad del distrito de Belén. En la exposición "Visiones Amazónicas” se presentaron varias muestras pictóricas y esculturas.
El IV Festival denominado "Por la Madre Selva", empezó el 13 y culminó el 28 de agosto de 2011. El evento se trasladó a otro puntos de la ciudad, uno de ellos realizándose en la plaza Bolognesi, ubicado al sur de Iquitos. Se abrió con un pasacalle en toda la ciudad de Iquitos, y cerró con una lista extensa de presentaciones de diferentes géneros musicales, e instalaciones teatrales y gráficos.
La V Edición del festival abarcó desde el 15 al 20 de octubre de 2012, y se promocionó con el etiqueta #callefest2012 en Twitter.  El evento se centró en la temática del agua por lo que tuvo como mensaje "Hijos del Agua" , y presentó un despliegue de arte ambiental, serigrafía, máscara y origami, junto a las otras artes recurrentes mostradas desde las ediciones anteriores. El 20 de octubre se presentó la mayoría de los grupos musicales inscritos.
La VI Edición de festival se realizó del 12 al 19 de octubre, esta edición del festival tiene por nombre ATASHAY, que en lengua Awajun significa “no soy cobarde". Palabra que demuestra la resistencia hacia toda esa adversidad que tiene no solo el hombre del campo, sino también el ciudadano, el urbano. 
La VI Edición de festival se realizó del 13 al 20 de septiembre, esta edición de festival se denominó “Mi voto los bota”, buscando generar una mayor toma de conciencia sobre la responsabilidad que tiene cada ciudadano en las urnas en cada año electoral.

## Ediciones
| Artista o grupo musical - OseanX - Profana Reverencia - PPFB - Bazofia - Palisangre - Miasma - VKR - DOc. RNZ - Paiche - Chacruna - Metalvacion - DíadeLuz - Ramayana - Baño Común - Ceremonia - Akracia - Constrictor - Mapacho | Cortometrajes - Aló, tentación de Jhon Huamán - Blanco y negro de Ramiro Celis - Shamán de Raul Beas - Aún nos queda media vida de Ramiro Pollack - Escarmiento de Nelson Mori - Del otro lado de Audiovisual Films |  |

| Artistas musicales - Paja Fresca (punk) - Shalom Amazónico (Música folclórica) - Selva y Misterio - Mario Pinedo (Trova amazónica) - Ceremonia (post-punk) - Nativa Rock - Stinkies - Elixir (Hard rock/Blues) - Palisangre (heavy metal) - Jergón (rock progresivo) - DNC (hip hop) - Diztorxionk (punk) - Mapacho (hard rock) - Carlos Robalino | - Akracia (punk) - MusaCorda (Clásica) - Los Faros (rock) - La Pleve (thrash metal) - Icarus (jazz) - Baño Común (punk) - Constrictor - Luna (alternativo) - DíadeLuz (metal) - Profana Reverencia (metal) - Nozokomio (punk) - Bambú - Dark Sector |

| "Abres los ojos" (ciclo de cine) - Proyecto Matriz, el asesinato de J. F. Kennedy - Zeitgeist de Peter Joseph. - Flow, por amor al agua de Irena Salina. - Zeitgeist: Addendum de Peter Joseph. - Loose Change de Dylan Avery - El mundo según Bush de William Karel - Kymatica de Ben Stewart - El mundo según Monsanto de Marie Monique Robin - Space Secret de Chris Everard. - El nuevo siglo americano de Massimo Mazzucco. - Ángeles y Demonios al descubierto - The Cove de Louie Psihoyos. | Grupos musicales - Nativa Rock - Paja Fresca - Morfina 9 - Diztorxionk - Día de Luz - Constrictor - La Pleve - Palisangre - Cartel Norte - Ramayana - Roger Curicó (folclor andino) - Grupo de danzas amazónicas - Baño Común - Brillos Rappers (hip hop) - Mr. Planet (rock progresivo) - Black Magic - Orígenes Amazónicos - Jergón - Los Viejitos de Barrón - Upcha (rock and roll/blues) |  |

| Grupos/artistas musicales - Diztorxionk (Ska punk) - Paja Fresca (rock) - Sangre de Grado (rock) - Suicidal Believe (metalcore) - The Ingredients (rock) - A.K.C (hip hop) - Mr. Planet (rock) - La Espuela (rock) - Día de Luz (rock) - Mapacho (rock) - Carolina Triva (hip hop) - Palisangre (rock) - Saldarriaga (hip hop) - Baño Común (rock) - Huambrillos Urbanos Crew (rap) - Constrictor (heavy metal) - Sabotaje (rock) - Carlos Cook/El Frutero (hip hop) - DJ Jetsound (electrónica/house) - DJ Psyhuaska (electrónica/house) - DJ Lplay (electrónica/house) - Sorias (pop) - Alius (rock fusión) - La Pleve (heavy metal) - Los Faros (rock) - Chakruna (rock folclórico) - Barrio Calavera - Los Wemblers (cumbia amazónica) | Ciclo de cine - Bagua, la curva del diablo - El fraude de Obama de Alex Jones - El futuro de la comida de Deborah Koons Garcia. - Arquitectos del control de Michael Tsarion - "La corporación" de Jennifer Abbott, Mark Achbar y Joel Bakan. - Zeitgeist de Peter Joseph. - "Amazonía en Cortos" |  |

## Transmisión en televisión
A partir del 12 de septiembre de 2009, se inició la transmisión del spin-off Estamos en la Calle... y ahora también en la tele. El programa es un telerrealidad que transmite documentales sobre la Amazonía y la cultura regional de Loreto y su capital, Iquitos. Está conducido por César Bermúdez, Claudio Pinedo y Raquel Poblete. El programa está siendo emitido en Canal 19, todos los sábados.